# Anaheim Amigos
Die Anaheim Amigos waren eine US-amerikanische Basketballfranchise aus Anaheim, Kalifornien und ein Gründungsmitglied der American Basketball Association, das während der Eröffnungssaison 1967/68 in der Liga spielte. Nach dieser Saison zog die Mannschaft nach Los Angeles, Kalifornien um und wurde für zwei Spielzeiten zu den Los Angeles Stars, bevor sie nach Salt Lake City, Utah umgesiedelt wurde und als Utah Stars von 1970 bis zur Auflösung Anfang der Saison 1975/76, der letzten der Liga vor der Vereinigung mit der NBA im Juni 1976, spielte.

## Ursprünge
Bei der Gründung der ABA am 2. Februar 1967 wurde eine Franchise in Anaheim an Art Kim und James Ackerman für 30000 $ vergeben. Ein Namensvergabewettbewerb wurde durchgeführt, der zum Namen „Amigos“ führte. Die Mannschaft spielte die meisten ihrer Heimspiele im Anaheim Convention Center. Fünf Heimspiele wurden sonst wo in Kalifornien angesetzt und drei Heimspiele fanden in Honolulu, Hawaii statt. Erster Cheftrainer wurde Al Brightman.

## 1967–1968
Der Kader der Amigos wurde von den Guards Les Selvage, Jeff Congdon und Steve Chubin, dem früheren NBA-Spieler Ben Warley und dem 2,13 m großen Center Larry Bunce angeführt. Weitere Amigos waren Bob Bedell, John Fairchild, Warren Davis, Steve Cramer, Bill Garner, Randy Stoll und H. Turner. Chubin war bester Punktelieferant der Mannschaft und ein Liebling der Fans. Selvage führte die Liga in Dreierversuchen an. Warley war bester Rebounder der Mannschaft und ein effektiver Schütze von außen. Congdon spielte ordentlich, wurde aber Mitte der Saison an die Denver Rockets für Willis Thomas abgegeben. Bunce erfüllte nicht die Erwartungen, die sich durch seine Größe ergaben, spielte aber genau wie Warley im ABA All Star Game.
Die Amigos waren nicht erfolgreich auf dem Platz. Sie verloren ihre ersten fünf Spiele, inklusive des ersten Spiels in der ABA überhaupt, einer 129:134-Niederlage bei den Oakland Oaks. Nachdem man zwei Drittel der ersten 36 Spieler verloren hatte, wurde Brightman gefeuert und durch Harry Dinnel ersetzt. Während der Saison verloren die Amigos acht Spiele in Folge und hatten zwei weitere Serien mit jeweils sechs Niederlagen. Die Mannschaft beendete die Saison mit 25 Siegen und 53 Niederlagen, was Platz fünf in der Western Division sowie das Verpassen der Playoffs bedeutete.

## Abrechnung
Die Amigos waren auch außerhalb des Platzes nicht erfolgreich. Zu den Heimspielen kamen durchschnittlich 1293 Zuschauer und ihre Spiele wurden im Radio und manchmal im Fernsehen übertragen. Sie verloren ungefähr 500000 $ in der Saison und wurden für 450000 $ an James J. Kirst verkauft, der die Mannschaft nach Los Angeles umsiedelte, wo sie zu den Los Angeles Stars wurden. Nach zwei Spielzeiten in Los Angeles zog die Mannschaft erneut um und wurde zu den Utah Stars bis zu ihrer Auflösung in der Mitte der letzten Saison der ABA.